# Zapasy na Letnich Igrzyskach Olimpijskich 1924 – waga średnia mężczyzn w stylu klasycznym
Turniej mężczyzn w wadze średniej w stylu klasycznym był jedną z konkurencji zapaśniczych na Letnich Igrzyskach Olimpijskich 1924. Zawody odbyły się w dniach 6-10 lipca. W zawodach uczestniczyło 27 zawodników z 19 państw.

## Wyniki
W turnieju rozegranych zostało siedem rund. Każdy zawodnik, który przegrał dwie walki został wyeliminowany.

### Runda 1
| Przegranych | Zwycięzca              | Przegrany         | Przegranych |
| ----------- | ---------------------- | ----------------- | ----------- |
| 0           | Viktor Fischer         | Giuseppe Gorletti | 1           |
| 0           | Paul Jahren            | Amadeo Gorgano    | 1           |
| 0           | Sándor Kónyi           | Oldřich Pštros    | 1           |
| 0           | Émile Clody            | Jules Grandjean   | 1           |
| 0           | Tayyar Yalaz           | Emilio Vidal      | 1           |
| 0           | Arthur Lindfors        | Adolphe Dumont    | 1           |
| 0           | Wacław Okulicz-Kozaryn | Louis Veuve       | 1           |
| 0           | Nikola Grbić           | Harry Nilsson     | 1           |
| 0           | Kārlis Vilciņš         | Wilhelmus Doll    | 1           |
| 0           | Robert Christoffersen  | Joseph Dumont     | 1           |
| 0           | Edvard Westerlund      | Dürü Sade         | 1           |
| 0           | Jan Reinderman         | Joseph Domas      | 1           |
| 0           | Roman Steinberg        | Ferenc Györgyei   | 1           |
| 0           | František Pražský      | wolny los         | –           |

### Runda 2
| Przegranych | Zwycięzca             | Przegrany              | Przegranych |
| ----------- | --------------------- | ---------------------- | ----------- |
| 1           | Giuseppe Gorletti     | František Pražský      | 1           |
| 0           | Viktor Fischer        | Amadeo Gorgano         | 2           |
| 0           | Sándor Kónyi          | Paul Jahren            | 1           |
| 1           | Oldřich Pštros        | Jules Grandjean        | 2           |
| 0           | Tayyar Yalaz          | Émile Clody            | 1           |
| 1           | Emilio Vidal          | Adolphe Dumont         | 2           |
| 0           | Arthur Lindfors       | Wacław Okulicz-Kozaryn | 1           |
| 0           | Nikola Grbić          | Louis Veuve            | 2           |
| 1           | Harry Nilsson         | Wilhelmus Doll         | 2           |
| 0           | Robert Christoffersen | Kārlis Vilciņš         | 1           |
| 0           | Edvard Westerlund     | Joseph Dumont          | 2           |
| 0           | Jan Reinderman        | Dürü Sade              | 2           |
| 1           | Joseph Domas          | Ferenc Györgyei        | 2           |
| 0           | Roman Steinberg       | wolny los              | –           |

### Runda 3
| Przegranych | Zwycięzca              | Przegrany             | Przegranych |
| ----------- | ---------------------- | --------------------- | ----------- |
| 0           | Roman Steinberg        | František Pražský     | 2           |
| 1           | Giuseppe Gorletti      | Paul Jahren           | 2           |
| 0           | Viktor Fischer         | Sándor Kónyi          | 1           |
| 1           | Oldřich Pštros         | Émile Clody           | 2           |
| 0           | Arthur Lindfors        | Tayyar Yalaz          | 1           |
| 1           | Wacław Okulicz-Kozaryn | Emilio Vidal          | 2           |
| 0           | Nikola Grbić           | Kārlis Vilciņš        | 2           |
| 1           | Harry Nilsson          | Robert Christoffersen | 1           |
| 0           | Edvard Westerlund      | Jan Reinderman        | 1           |
| 1           | Joseph Domas           | wolny los             | –           |

### Runda 4
| Przegranych | Zwycięzca              | Przegrany      | Przegranych |
| ----------- | ---------------------- | -------------- | ----------- |
| 0           | Roman Steinberg        | Joseph Domas   | 2           |
| 1           | Giuseppe Gorletti      | Sándor Kónyi   | 2           |
| 0           | Viktor Fischer         | Oldřich Pštros | 2           |
| 0           | Arthur Lindfors        | Nikola Grbić   | 1           |
| 1           | Wacław Okulicz-Kozaryn | Tayyar Yalaz   | 2           |
| 0           | Edvard Westerlund      | Harry Nilsson  | 2           |
| 1           | Robert Christoffersen  | Jan Reinderman | 2           |

### Runda 5
| Przegranych | Zwycięzca         | Przegrany              | Przegranych |
| ----------- | ----------------- | ---------------------- | ----------- |
| 1           | Giuseppe Gorletti | Roman Steinberg        | 1           |
| 0           | Arthur Lindfors   | Viktor Fischer         | 1           |
| 1           | Nikola Grbić      | Wacław Okulicz-Kozaryn | 2           |
| 0           | Edvard Westerlund | Robert Christoffersen  | 2           |

### Runda 6
| Przegranych | Zwycięzca         | Przegrany         | Przegranych |
| ----------- | ----------------- | ----------------- | ----------- |
| 0           | Arthur Lindfors   | Giuseppe Gorletti | 2           |
| 1           | Roman Steinberg   | Viktor Fischer    | 2           |
| 0           | Edvard Westerlund | Nikola Grbić      | 2           |

### Runda 7
| Przegranych | Zwycięzca         | Przegrany       | Przegranych |
| ----------- | ----------------- | --------------- | ----------- |
| 0           | Edvard Westerlund | Arthur Lindfors | 1           |